# 阿尔多·曼加纳罗
阿尔多·曼加纳罗（義大利語：Aldo Manganaro，1971年4月24日—），意大利男子田径运动员。他曾代表意大利参加1988年、1992年、1996年、2000年和2004年夏季残疾人奥林匹克运动会田径比赛，获得三枚金牌、二枚银牌和四枚铜牌。